# Матија Бабић
Матија Бабић (1978) хрватски је новинар и бизнисмен.

## Биографија
Као студент Факултета политичких знаности Свеучилишта у Загребу,  Бабић је своју медијску каријеру започео крајем 1990-их када је покренуо политичке портале Власт.нет и Избори.нет. Ово је привукло пажњу Глобалнета, једног од пионирских хрватских ИСП-а, који га је ангажовао као уредника свог веб порталаOnline.hr. Иако је портал успео да привуче више читалаца током његовог директорског мандата, матична компанија портала одлучила је да прекине финансирање портала крајем 2001. године, а у децембру 2002. Бабић је напустио Online.hr и основао Index.hr, једну од првих хрватских информативних портала усмјерених искључиво на интернет.
Првобитно замишљен као агрегатор вијести, Index.hr је представљао вијести из Хрватске и цијелог свијета. Портал је брзо стекао популарност почетком 2000-их и временом је на сајт додаван све више оригиналног садржаја. Отприлике у исто време, сајт је стекао репутацију жутог новинарства након што је разоткрио низ скандала, од којих су две најзапаженије биле контроверзе из 2003. године изазване откривеним снимком популарног певача Марка Перковића на којем Перковић јавно изводи „Јасеновац и Градишка Стара“, песма у којој се велича хрватски усташки режим, из Другог светског рата и скандал са порно снимком познатих из 2004. у којем је била поп певачица Северина Вучковић.. Бабића и портал Вучковићева је тужила због кршења ауторских права и приватности. Окружни суд у Загребу је касније одбацио тужбу у јулу 2004. године.
Због успеха сајта Индек.хр, јужноаустријски издавач Стириа Медиен АГ (који је био власник Вечерњег листа, једне од најтиражнијих дневних новина у земљи) ангажовао је Бабића за главног уредника 24сата, новог таблоида који је био намењен „младим, урбаним и модерним“ читаоцима. Бабић је напустио Index.hr и придружио се 24сата који је покренут у марту 2005. и убрзо се етаблирао као трећи хрватски дневни лист по тиражу, иза Јутарњег листа и Вечерњег листа. Међутим, критикован је због сензационализма и лошег квалитета писања. Бабић је смењен само четири месеца касније, у јулу 2005. године, након издања на коме је била насловна страна са тадашњим премијером Ивом Санадером и насловом „Сви мрзе Санадера“.. Бабић се потом вратио на Индек.хр и наставио да води веб страницу, тренутно носећи титулу „аутор и уредник пројекта“.
У априлу 2015. године, заједно са Ваном Шалов Виолић, Бабић је оптужен да је оштетио Прву страницу д.о.о. за 2,8 милиона куна фиктивним уговорима. Он је на Жупанијском суду у Загребу признао кривицу и осуђен је на годину дана затвора. Казна је замењена годином рада у јавном интересу. Уз то, Матија Бабић је морао платити казну од 300.000 куна, док је Вана Шалов Виолић морала платити казну од 150.000 куна. Обојица су били дужни да у државни буџет уплате по 1.000.000 куна, а компанији Првој страница д.о.о. врате 600.000 куна.
Према речима његовог колеге Илка Ћимића, Бабић се доселио из Хрватске и живи у Бугарској.